# Dmitrij Cvetkov (lingvista)
Dmitrij Cvetkov (30. srpna 1890, Krakolje – 1930, rus. Дмитрий Цветков) byl votský učitel a lingvista.

## Život
V letech 1914–1916 studoval střední školu v Petrohradě, a poté pracoval jako učitel ruštiny ve Venkyul. Následně vystudoval Univerzitu v Tartu a stal se tak jedním z mála Votů, kteří získali vyšší vzdělání. Vrátil se do své vesnice a začal zde vyučovat, mj. i votský jazyk. Během této doby vyvinul psanou podobu votštiny, sestavil pro ni abecedu v cyrilici, zpracoval votskou gramatiku a přeložil do votštiny povídku Vaňka od Antona Pavloviče Čechova. Sesbíral také různé etnografické materiály o votských zvycích a tradicích.